# Asakura Kagetake
Asakura Kagetake (朝倉 景健?; 1536 – 25 settembre 1575) è stato un samurai giapponese del periodo Sengoku, appartenente al clan Asakura.

## Biografia
Kagetake guidò l'esercito degli Asakura per Asakura Yoshikage nella battaglia di Anegawa (1570). Pochi mesi dopo si unì ad Azai Nagamasa sconfiggendo una forza del clan Oda vicino a Sakamoto (1570) e fece pressioni per una mossa immediata sulla capitale, ma Nagamasa pose il veto. 
Partecipò a una serie di scontri tra le forze Azai-Asakura e gli Oda intorno al castello di Odani nella provincia di Ōmi tra il 1571 e il 1572. Si arrese a Oda Nobunaga nel 1573 e gli fu assegnato un feudo a nella provincia di Echizen. Quando gli Ikki della provincia si ribellarono, Kagetake si arrese . Di conseguenza, l'anno seguente Nobunaga inviò un esercito per distruggerlo.